# Базордан
Базорда́н (фр. Bazordan, окс. Bajordan) — коммуна во Франции, находится в регионе Юг — Пиренеи. Департамент — Верхние Пиренеи. Входит в состав кантона Кастельно-Маньоак. Округ коммуны — Тарб.
Код INSEE коммуны — 65074.

## География

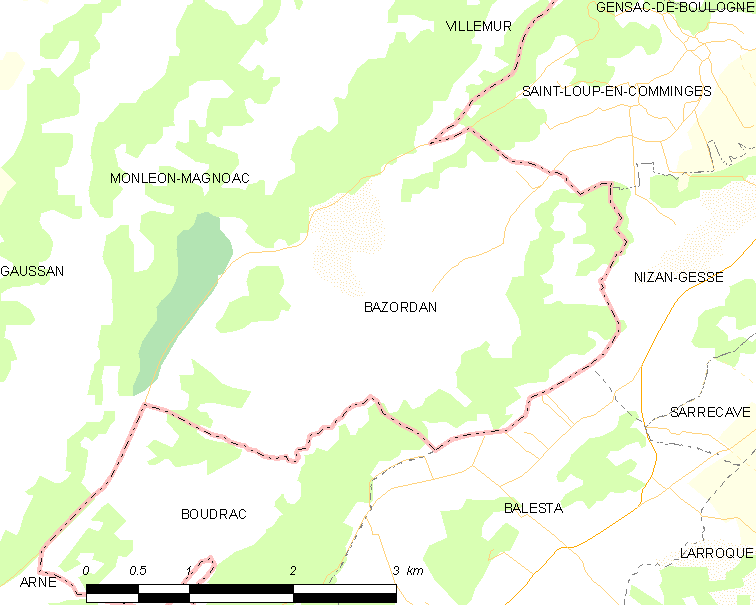
Карта коммуны

Коммуна расположена приблизительно в 650 км к югу от Парижа, в 85 км юго-западнее Тулузы, в 39 км к востоку от Тарба.
По территории коммуны протекает река Жес.

## Климат
Климат умеренно-океанический с солнечной тёплой погодой и обильными осадками на протяжении практически всего года.

## Население
Население коммуны на 2010 год составляло 124 человека.
| 1962 | 1968 | 1975 | 1982 | 1990 | 1999 | 2010 |
| ---- | ---- | ---- | ---- | ---- | ---- | ---- |
| 193  | 191  | 176  | 179  | 162  | 157  | 124  |

## Администрация
| Период | Период | Фамилия        | Партия       | Примечания |
| ------ | ------ | -------------- | ------------ | ---------- |
| 2001   | 2008   | Даниэль Гийемо | беспартийный |            |
| 2008   | 2014   | Иван Кастийо   | беспартийный |            |
| 2014   | 2020   | Даниэль Гийемо | беспартийный |            |

## Экономика
В 2010 году среди 85 человек трудоспособного возраста (15-64 лет) 63 были экономически активными, 22 — неактивными (показатель активности — 74,1 %, в 1999 году было 60,6 %). Из 63 активных жителей работали 59 человек (33 мужчины и 26 женщин), безработных было 4 (0 мужчин и 4 женщины). Среди 22 неактивных 1 человек был учеником или студентом, 15 — пенсионерами, 6 были неактивными по другим причинам.